# Валовишка Бања
Валовишка Бања (грч. Λουτρά, Лутра) је бања у општини Синтика у периферији Средишња Македонија, Грчка. Према попису из 2021. године био је 1 становник.
Бања се налази северозападно од Валовишта и представља рекреативни центар и лечилиште са минералним водама. Први пут се помиње на попису из 1961. године са 3 становника.